# Fjärås kyrkby
Fjärås kyrkby è un'area urbana della Svezia situata nel comune di Kungsbacka, contea di Halland.
La popolazione rilevata nel censimento 2010 era di 2 321 abitanti .